# Achille Bocchi
Achille Bocchi (Bologna, 1488 – Bologna, 6 novembre 1562) è stato un umanista italiano, professore dello Studio di Bologna.

## Biografia
Nacque da Giulio e da Costanza Zambeccari, e studiò sotto Giovan Battista Pio nell'Università bolognese dove nel 1508, a soli venti anni, ottenne la cattedra di lettere greche. Pubblicata una Apologia in Plautum e la traduzione in latino della Vita di Cicerone di Plutarco, dal 1512 passò all'insegnamento di retorica e poetica e infine, dal 1525, tenne la cattedra di umanità. Il 27 ottobre 1536 fu posto in pensione, a condizione però che continuasse a insegnare privatamente, e fu incaricato di scrivere una Historia bononiensis.
Amico e favorito di papa Paolo III e del nipote di questi, Alessandro Farnese, del cardinale Jacopo Sadoleto e influente personaggio della vita pubblica bolognese, sposò Taddea Grassi, nipote del cardinale Achille Grassi: anche il figlio Pirro fu professore dello Studio di Bologna dal 1543 al 1551.

## Palazzo Bocchi

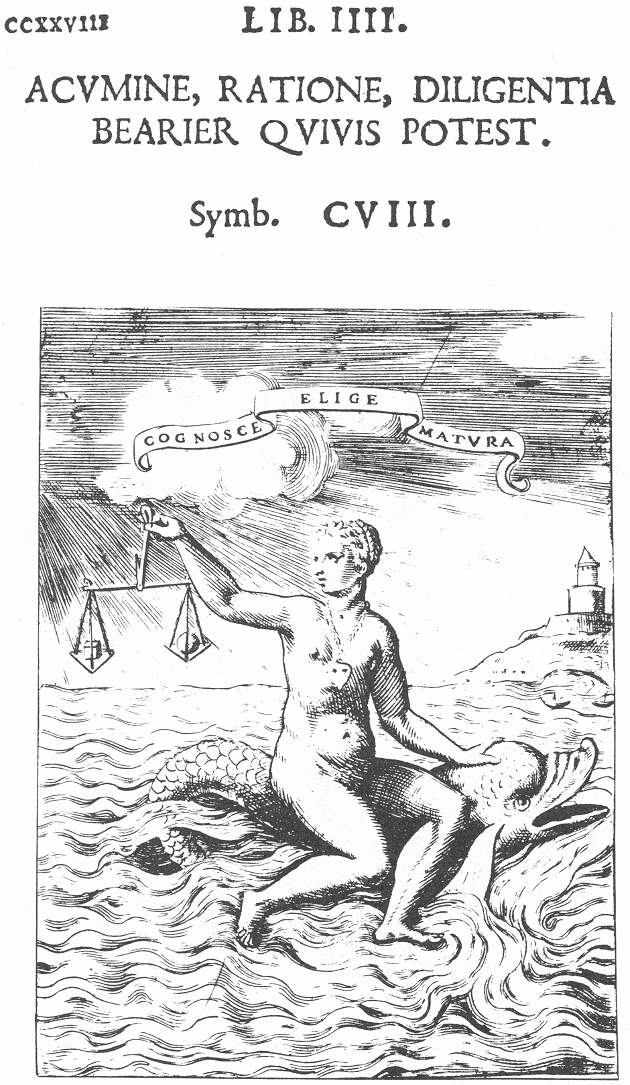
Prudentia circumspecta, 1555

Nel 1546 s'inaugurava il palazzo il cui progetto il Bocchi aveva affidato al famoso architetto Jacopo Barozzi da Vignola, che sorge nell'attuale via Goito: nella facciata il Bocchi fece incidere due iscrizioni, una in latino, tratta dalla I Epistola di Orazio, «Sarai re, dicono, se agirai rettamente» e l'altra in ebraico, tratta dal Salmo 120: «Jahvé, liberami dalle labbra menzognere e dalla lingua ingannatrice». Il palazzo divenne la sede dell'Accademia Hermathena, da lui stesso fondata anni prima, il cui nome - fusione di Hermes e di Athena - allude all'intera conoscenza umana, tanto razionale quanto ermetica.
E all'intera conoscenza intendono riferirsi i Symbolicarum quaestionum de universo genere quas serio ludebat libri quinque, pubblicati a Bologna nel 1555 e arricchiti dalle incisioni di Giulio Bonasone - forse su disegno di Prospero Fontana, il pittore che affrescò Palazzo Bocchi - di 151 emblemi, ciascuno accompagnato da versi che sviluppano il tema nascosto nel simbolo.
Così, l'immagine della Prudentia circumspecta, accompagnata dal motto «Cognosce Elige Matura», raffigura una donna che cavalca un delfino, animale fidato e intelligente, che attraversa un mare tempestoso, le vicende della vita; porta al collo una catena, la connessione delle cose, che regge un ciondolo a forma di cuore, l'amore spirituale, e regge una bilancia, l'equilibrio, che pesa sopra i due piatti una sfera, la possibilità, e un cubo, la saggezza, volgendo lo sguardo indietro, verso il passato.
La formazione culturale del Bocchi è radicata nel platonismo, secondo l'insegnamento di Ludovico Ricchieri: l'uomo è legato alla terra e alle contingenze della sua vita, ma con l'aiuto della grazia divina la sua mente può giungere alla contemplazione di Dio, purché con «mente syncerissima», senza pratiche esteriori e nel silenzio della solitudine.

### L'Accademia Hermathena
Le Annotazioni della volgar lingua, dialogo di Giovanni Filoteo Achillini, pubblicato a Bologna nel 1536, descrive le dotte discussioni tenute in un circolo di amici formato dal Bocchi, da Leandro Alberti, da Romolo Amaseo, da Claudio Lambertini e da Alessandro Manzoli. Ma alle riunioni dell'Accademia parteciparono anche il futuro cardinale Gabriele Paleotti, Ulisse Aldrovandi e anche, malgrado il suo formale aristotelismo averroistico, il professor Ludovico Boccadiferro.
Vi partecipò per più di un anno anche il famoso Paolo Ricci, alias Camillo Renato, alias ancora Lisia Fileno, giunto a Bologna verso la fine del 1538 a diffondere il suo spiritualismo valdesiano, già sospetto di eresia e fattosi col tempo sempre più radicale, tanto da dover fuggire, nel febbraio del 1540, per sottrarsi all'arresto minacciato dall'Inquisizione di Bologna. In quest'occasione furono il Bocchi e i suoi amici a sollecitarlo alla fuga da Bologna, dopo aver tentato invano di trattare con l'inquisitore.